# Oreste (nome)
Oreste  è un nome proprio di persona italiano maschile.

## Varianti
- Alterati: Orestino[senza fonte]
- Femminili: Orestina, Orestilla[senza fonte]

### Varianti in altre lingue
- Greco antico: Ὀρέστης (Orestes)[1][2][3]
- Inglese: Orestes
- Polacco: Orestes
- Portoghese: Orestes
- Russo: Орест (Orest)

## Origine e diffusione

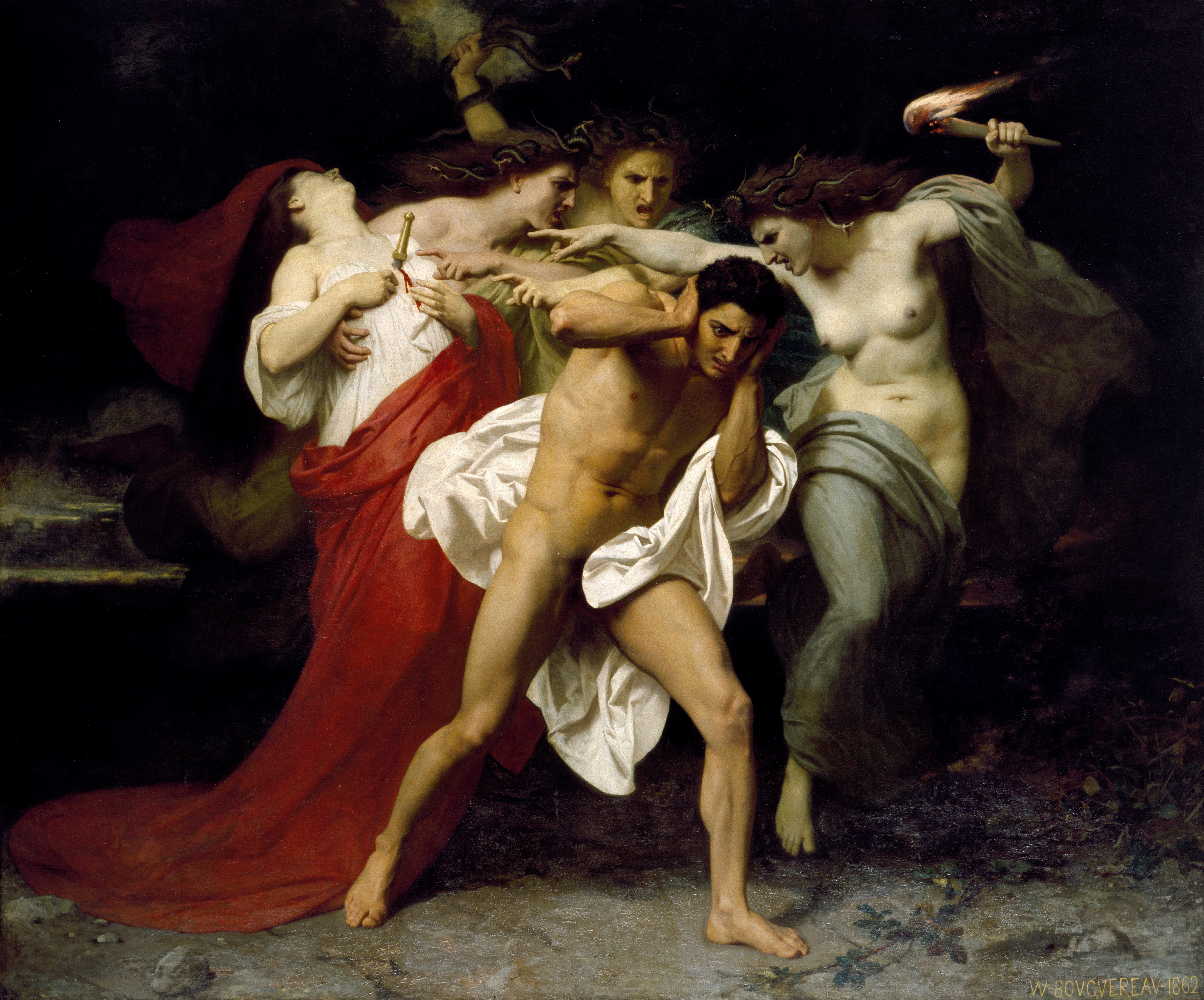
Oreste perseguitato dalle Erinni, di William-Adolphe Bouguereau

Deriva dal nome greco Ὀρέστης (Orestes); è basato sul termine ορεστιας (orestias) - composto da ὄρος (oros, "montagna") e ἵσταμαι (histamai, "stare") - che significa "montanaro", "delle montagne".
È un nome di tradizione mitologica, essendo portato nella mitologia greca da Oreste, figlio di Agamennone e Clitennestra, che uccise sua madre e il di lei amante Egisto dopo che essi ebbero ucciso suo padre: è una delle figure più trattate della storia della mitologia greca, è il titolo di diverse opere letterarie, teatrali, cinematografiche e pittoriche, fra le quali quelle di Vittorio Alfieri, Euripide e Domenico Cimarosa. È portato anche da due guerrieri dell'Iliade.

## Onomastico
L'onomastico viene solitamente festeggiato il 13 dicembre in ricordo di sant'Oreste, martire con altri compagni in Armenia; si ricorda con questo nome anche sant'Oreste, martire a Tyana in Cappadocia, commemorato il 10 novembre (precedentemente il 9).

## Persone
- Oreste, governatore romano
- Flavio Oreste, generale romano

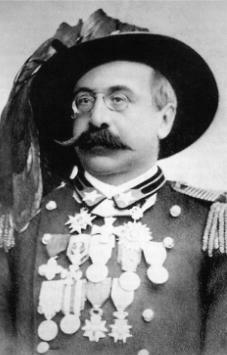
Oreste Baratieri

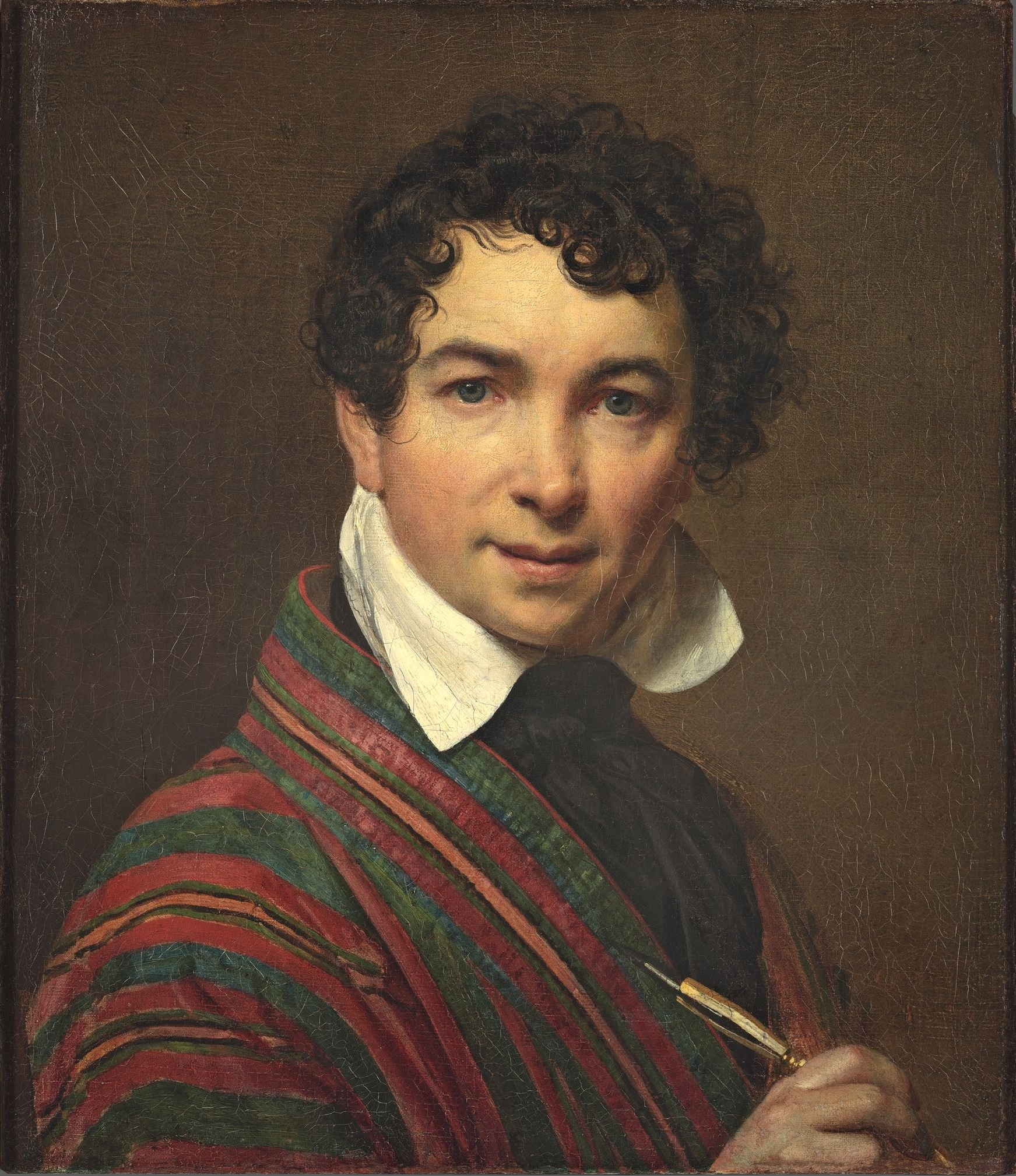
Orest Adamovič Kiprenskij

- Oreste Barale, allenatore di calcio e calciatore italiano
- Oreste Baratieri, generale e politico italiano
- Oreste Benedetti, baritono italiano
- Oreste Benzi, presbitero italiano
- Oreste Bilancia, attore, doppiatore e attore teatrale italiano
- Oreste Carpi, pittore italiano
- Oreste Ferrara, avvocato, politico e scrittore italiano naturalizzato cubano
- Oreste Lamagni, calciatore italiano
- Oreste Lionello, attore teatrale, cabarettista, doppiatore, e direttore del doppiaggio italiano
- Oreste Macrì, critico letterario, filologo, linguista e ispanista italiano
- Oreste Perri, canoista e politico italiano
- Oreste Ristori, giornalista e anarchico italiano
- Oreste Scalzone, attivista italiano
- Oreste Sindici, compositore italiano naturalizzato colombiano

### Variante Orest
- Orest Adamovič Kiprenskij, pittore russo
- Orest Zborowski, hacker statunitense

## Il nome nelle arti
- Nell'adattamento italiano di Alice nel Paese delle Meraviglie della Disney, il gatto di Alice (di nome Dinah in lingua originale) viene chiamato Oreste per consentire un gioco di parole, a un certo punto del film, ad opera del Cappellaio Matto.
- Oreste Campese è un personaggio della commedia L'arte della commedia di Eduardo De Filippo.
- Oreste Jacovacci è uno dei protagonisti del film del 1959 La grande guerra, diretto da Mario Monicelli.
- Oreste Nardi è il protagonista del film del 1970 Dramma della gelosia - Tutti i particolari in cronaca, diretto da Ettore Scola.